# Cserdi, Baranya
Cserdi este un sat în districtul Szentlőrinc, județul Baranya, Ungaria, având o populație de 396 de locuitori (2011). 

## Demografie
Componența etnică a satului Cserdi
     Maghiari (66,2%)
     Romi (27,38%)
     Germani (6,41%)
Componența confesională a satului Cserdi
     Romano-catolici (88,13%)
     Atei (4,04%)
     Reformați (1,77%)
     Fără religie (1,52%)
     Necunoscută (4,55%)
Conform recensământului din 2011, satul Cserdi avea 396 de locuitori. Din punct de vedere etnic, majoritatea locuitorilor (66,2%) erau maghiari, existând și minorități de romi (27,38%) și germani (6,41%).  Din punct de vedere confesional, majoritatea locuitorilor (88,13%) erau romano-catolici, existând și minorități de atei (4,04%), reformați (1,77%) și persoane fără religie (1,52%). Pentru 4,55% din locuitori nu este cunoscută apartenența confesională.